# 그린껌
그린껌(일본어: グリーンガム, 패키지 표기는 영어: GREEN GUM)는 1957년 4월에 롯데가 출시한 껌 브랜드 중 하나이다. 일본에서 발매, 그 중에서도 특히 역사가 오래된 껌이다. 엽록소(클로로필)를 배합한 얇은 녹색이 특징적인 껌으로 탈취 살균 작용이 어필되고 있다.

## 개요
발매 초기 당시로서는 드물게 천연수지를 껌베이스에 사용하고 있다. 남녀 교제가 활발하게 시작한 시대 배경과 이듬해 시작한 사회자·타마오키 히로시의 TV 프로그램 〈롯데 노래의 앨범〉에서의 선전 효과도 있어, 발매 당초부터 ‘입속의 에티켓 껌’으로 인기를 모았다. 또한 천연수지 정식 수입이 인정된 것도 본 제품의 발매 전후였다.
껌의 맛 자체도 변화를 거듭했지만 2014년 출시 이후 처음으로 대폭 리뉴얼을 실시. 더 민트의 향과 맛을 고집한 것이며, 아울러 무설탕 사양이 되었다. 또한 2006년에는 1980년대 당시의 패키지와 맛을 재현 한 〈클래식 타입〉이 발매된 적도 있다. 2006년 시점의 것보다 맛이 전체적으로 부드럽고 단맛이 있었다.
또한, 회사의 껌 제품은 도쿄도 신주쿠구 신주쿠 공장에서 제조되고 있다.

## 패키지
숲을 이미지한 녹색을 기반으로 로고를 빨간색과 흰색으로 규정하는 것이 기본적인 디자인으로, 이쪽도 여러 번 변경이 이루어지고 있다. 1993년부터 사용된 〈GREEN GUM〉 로고를 크게 한 디자인은 사토 타카시에 의한 것으로, 2004년의 마이너 체인지로 더 밝은 톤으로 변경되었다. 여기에는 5개 모든 나무가 강풍에 선동되고, 오른쪽에서 두 번째 나무가 나무로 되어 있는 등의 레어 패키지도 존재한다. 2014년 리뉴얼되어 녹색 색조가 채용되어 〈GREEN〉과 〈GUM〉을 두면에 표시하는 형태로 바뀌었다.

## 참고 문헌
- 세이비도 출판 편집부편 〈스테디셀러 상품의 무대〉 세이비도 출판, 2010년 7월, ISBN 978-4-415-30924-8